# Bernhardt-linjen
Bernhardt-linjen (eller Reinhard-linjen) var en tysk forsvarslinje i Italien under 2. verdenskrig. Efter at have nået Bernhardt-linjen i starten af december 1943 tog det indtil midten af januar 1944 for den amerikanske 5th Army for at kæmpe sig vej til den næste forsvarslinje, Gustav-linjen. Den var forsvaret af det tyske XIV Panzerkorps, som var en del af den 10. armé. 
I modsætning til de fleste andre forsvarslinjer gik denne her ikke hele vejen over Italien, men var kun en "bule" foran Gustav-linjen i området omkring Monte Cassino og Monte Camino, som var omsluttet af bjerge.
Bernhardt-linjen var ikke så stærk som Gustav-linjen og var der kun for at forsinke de allieredes ankomst til Gustav-linjen. Sammen med Gustav-linjen og Hitler-linjen var det en del af Vinter-linjen.